# Позоришта у Крефелду и Менхенгладбаху
Позоришта у Крефелду и Менхенгладбаху (нем. Theater Krefeld und Mönchengladbach) је компанија немачких градова Крефелд и Менхенгладбах која организује и нуди позоришне представе, музичке представе и балет на локалним местима. Говорниу језик је Немачки.

## Места
- Fabrik Herder,   Крефелд
- Stadttheater Krefeld,   Крефелд
- Kaiser-Friedrich-Halle,   Менхенгладбах